# Dęblin

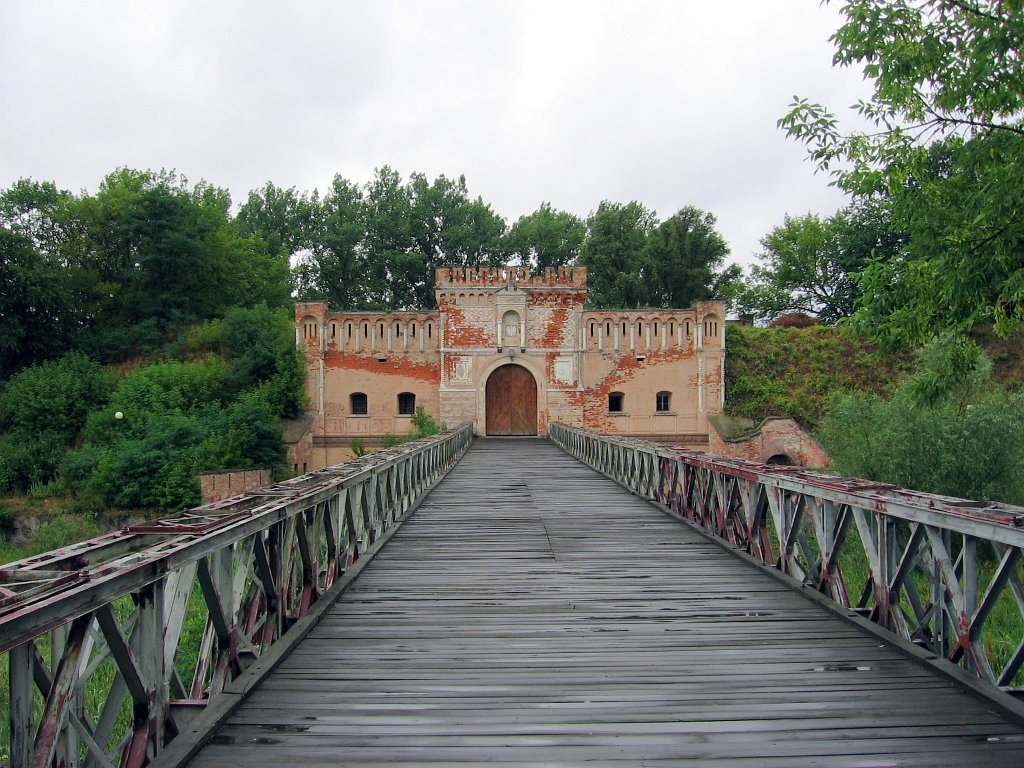
Zitadelle von Dęblin

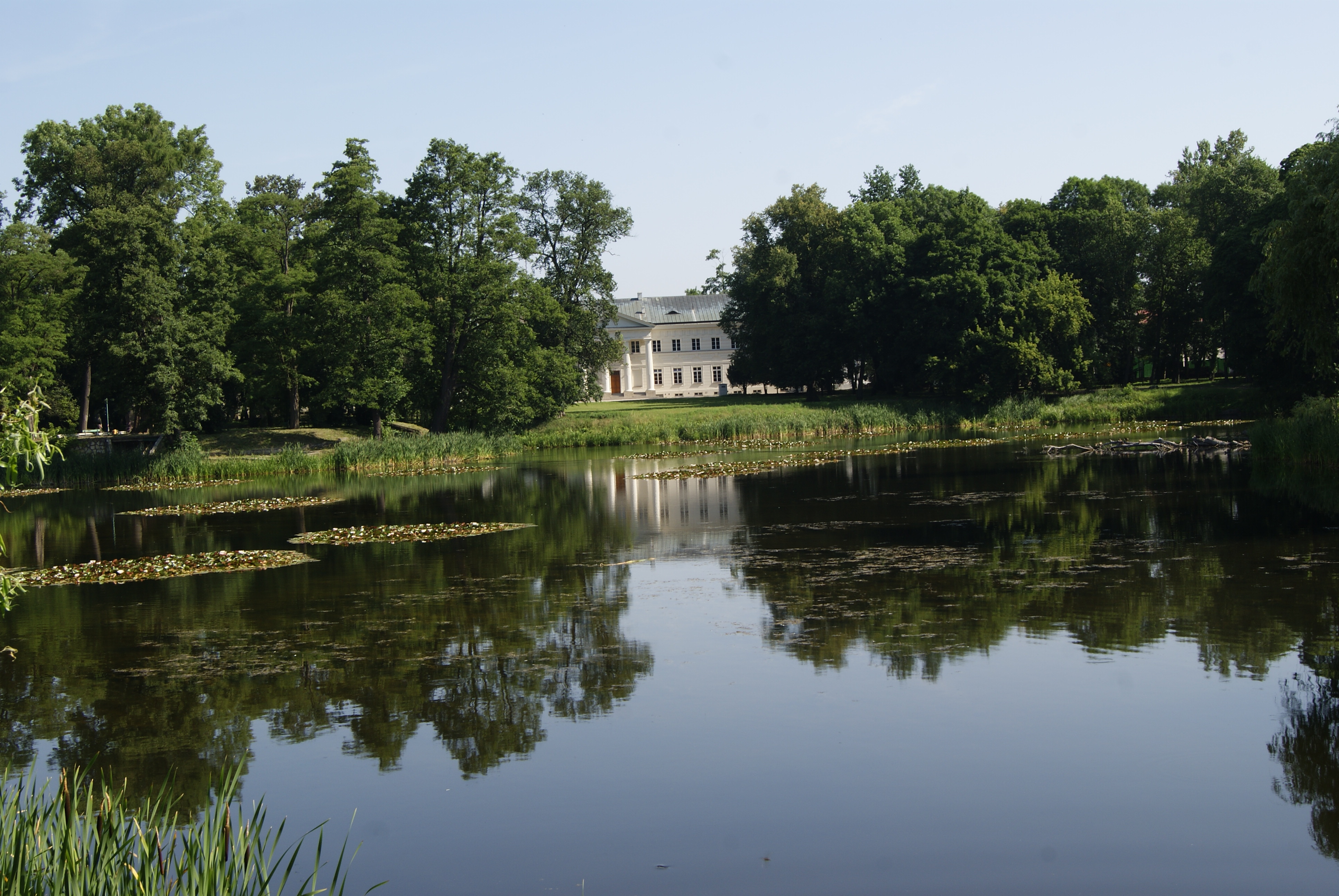
Im Schlosspark von Dęblin

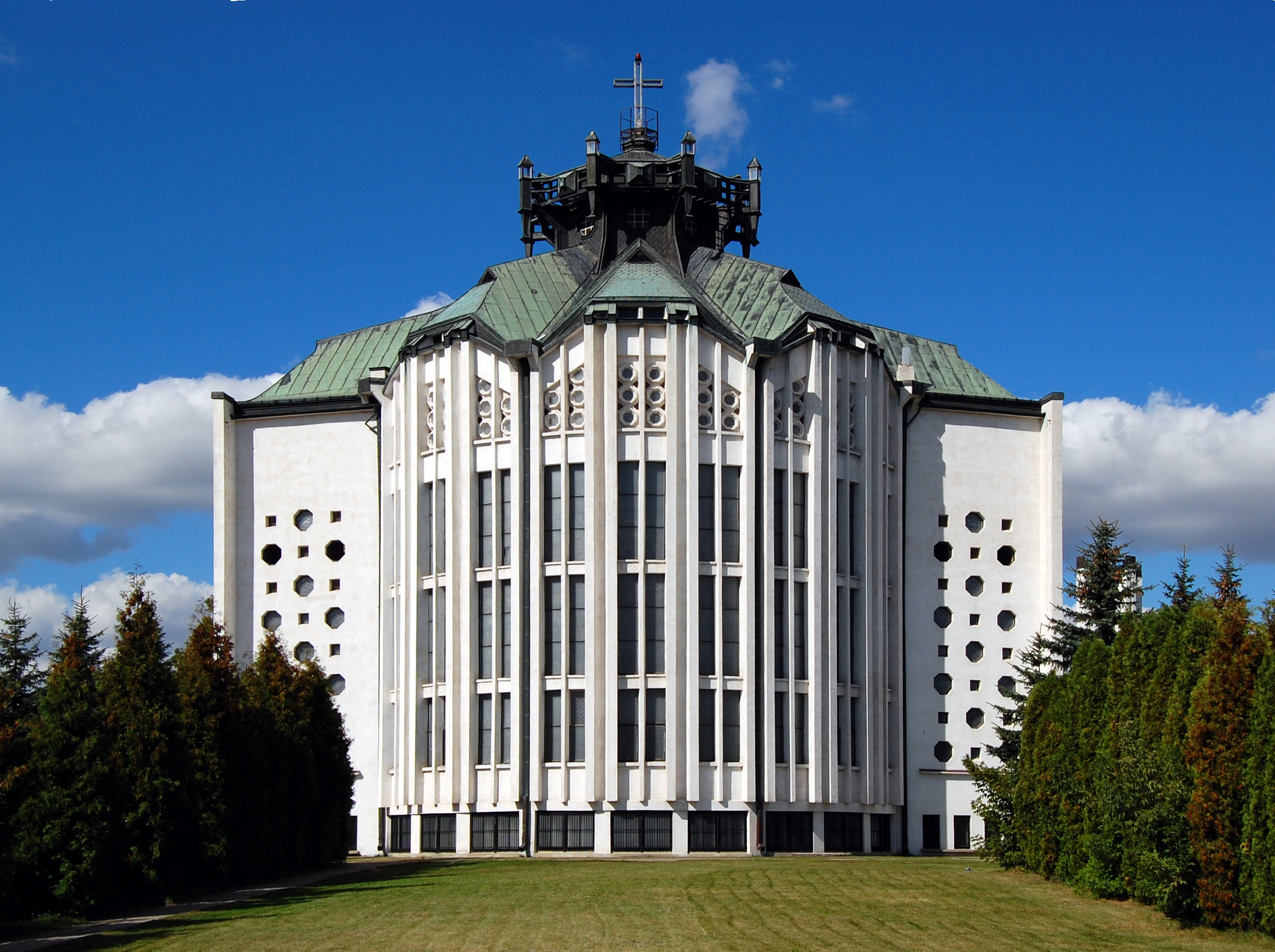
Kirche des Heiligen Pius V. in Dęblin

Dęblin [ˈdɛmblʲin] (deutsch Demblin) ist eine Stadt in Polen in der Woiwodschaft Lublin. Unter der russischen Herrschaft im 19. und frühen 20. Jahrhundert war sie als Iwangorod bekannt. Das heutige Zentrum der Stadt war ein an der Stelle eines Vorwerks von Dęblin 1854 gegründeter Ortsteil bzw. selbständiger Ort namens Irena.

## Geschichte
Die erste urkundliche Erwähnung des heutigen Dęblin stammt vom 14. Juni 1397 als das damalige Dorf für 200 grzywna praska verkauft wurde. Im 15. Jahrhundert gehörte die Siedlung der Familie Tarło vom Geschlecht der Topór. Ab Ende des 16. Jahrhunderts bis zum 19. Jahrhundert, unterbrochen nur für etwa ein halbes Jahrhundert, war die Familie Mniszech im Besitz von Dęblin.
Bei der Dritten Teilung Polens kam der Ort unter preußische Herrschaft. Mit Bildung des Herzogtums Warschau wurde Dęblin Teil desselben und 1815 Teil des neugebildeten Kongresspolens.
1836 wurde das bisher im Besitz polnischer Adliger stehende Grundstück an den, russisch regierten, polnischen Staat verkauft. 1838 begann der Bau einer Festung, die einen Übergang über die Weichsel sichern sollte. 1840 wurde das Dorf dann nach dem damaligen Statthalter Polens Iwan Fjodorowitsch Paskewitsch in Iwangorod umbenannt. Das heutige Zentrum der Stadt, der Ortsteil Irena wurde am 2. Juni 1854 an der Stelle des Vorwerks Dęblin angelegt. Die Festung Iwangorod war eine der stärksten Festungen des russischen Kaiserreiches. 1876 erfolgte der Anschluss an das Schienennetz.
Während des Ersten Weltkrieges wurde der Ort, nachdem die russische Armee sich zurückgezogen hatte, zuerst von der österreichischen und nachfolgend von der deutschen Armee besetzt. Während dieser Zeit erhielt der Ort auch seinen ursprünglichen Namen Dęblin zurück. Zugleich behielt Irena aber seine Selbständigkeit.
Im April 1927 wurde Dęblin Sitz der Offiziers-Flugschule, in welcher in der Zwischenkriegszeit unter anderem 266 Piloten ausgebildet wurden. Der Militärflugplatz Dęblin ist nach wie vor eine Ausbildungseinrichtung der Luftstreitkräfte. 
Am 15. September 1939 wurde der Ort beim Überfall auf Polen durch die Wehrmacht besetzt. Während der Besetzung wurde in Dęblin 1941 bis 1943 das Kriegsgefangenenlager Stalag 307 betrieben, 1943 bis 1944 das Offizierslager Oflag 77. Auf dem Gebiet Irenas wurde Mitte 1940 ein jüdisches Ghetto eingerichtet, welches am 14. Oktober 1942 aufgelöst wurde. Am 25./26. Juli 1944 marschierte die Rote Armee in die Stadt ein. 1953 wurde der Name Dęblin auch für die Gemeinde Irena eingeführt.
Das Stadtrecht erhielt Dęblin am 13. November 1954.

## Wappen
Das Wappen erhielt die Stadt am 2. März 1993. Es zeigt einen silbernen Adler mit einer goldenen Kugel in den Fängen aus welcher vier goldene Blitze hervortreten.

## Bauwerke
- Palastanlage, errichtet Ende des 18. bis Anfang des 20. Jahrhunderts
- Befestigungsanlagen, errichtet Mitte bis Ende des 19. Jahrhunderts
- Pfarrkirche zur christlichen Barmherzigkeit (Kościół Parafialny Pod Wezwaniem Chrystusa Miłosiernego) aus dem 18. Jahrhundert
- Gefallenenfriedhof des Zweiten Weltkrieges in der Straße Balonna

## Verkehr
Durch die Stadt für die Landesstraße 48 von Kock nach Tomaszów Mazowiecki. Weiterhin führt durch die Stadt die Woiwodschaftsstraße 801 (droga wojewódzka 801) vom 18 Kilometer südlich gelegenen Puławy ins etwa 80 Kilometer nördlich gelegene Warschau.
Der nächste internationale Flughafen ist der Frédéric-Chopin-Flughafen Warschau etwa 90 Kilometer nordwestlich von Dęblin. Die Stadt selber verfügt über einen kleinen Flugplatz, welcher sich im Südosten Dęblins befindet.

## Persönlichkeiten (Auswahl)
- Konstantin Petrowitsch von Kaufmann (1818–1882), General der russischen Armee